# Iontovka
Iontovka je výbojka, plněná spínacím plynem, užívaná jako přepínací prvek v anténní výhybce impulzového radiolokátoru. Iontovka přepíná anténu na přijímač v mezeře mezi vysílanými impulzy.